# Fuck for Forest
Pour les articles homonymes, voir FFF.
Fuck For Forest (FFF) est une association norvégienne sans but lucratif pour la préservation de la nature : elle défend particulièrement le reboisement et la reforestation. Son mode d'action pour récolter des fonds passe principalement par son site internet érotique.

## Histoire et fonctionnement
Cette association a été fondée en 2004 par Leona Johansson et Tommy Hom Ellingsen en Norvège. Elle attire des donations grâce à l'ouverture de son site pornographique en 2004 : ses fondateurs ont eu l'idée d'utiliser la pornographie d'une manière positive et utile, bien loin de l'image qu'elle peut donner. Ainsi, en s'abonnant à leur site internet pour pouvoir visionner des vidéos érotiques, les internautes financent l'association qui peut ensuite utiliser ces fonds à des fins écologiques. Il y a donc deux manières d'aider l'association : devenir activiste (en leur envoyant des vidéos) ou effectuer des dons. Ces vidéos sont tournées par les membres de Fuck For Forest eux-mêmes, qui sont de plus en plus nombreux à travers le monde.
Les dons qu'ils perçoivent sont reversés à des associations de défense de la nature. Cependant toutes les associations n'acceptent pas ces dons : le WWF les a par exemple refusés,.
Aujourd'hui installée à Berlin, l'association finance deux projets de reforestation au Costa Rica en essayant de se mettre directement en lien avec les populations locales. Elle aurait collecté plus de 245 000 euros depuis sa création en 2004.

## Controverses
Tommy Hom Ellingsen et Leona Johansson ont cherché à faire parler de leur association lors du Quart Festival en Norvège : ils ont pratiqué un acte sexuel sur scène lors du concert du groupe de heavy metal The Cumshots. Ils ont alors été condamnés par la justice de leur pays en 2004.
Le site a été monté avec des subventions du gouvernement de la Norvège (durant les six premiers mois), qui a mis fin à son financement après avoir appris l'utilisation qui en était faite.

## Projets et cinéma
Le documentaire Fuck a été tourné pendant le festival de Cannes (sans en faire partie). L'affiche du film est un cliché de FFF sur scène lors de l'incident du Quart Festival. Le film montre des artistes à la recherche de nouveaux modes d'expression et d'opérations visant à alerter l'opinion publique.
Un documentaire intitulé Fuck for Forest, tourné à la fin de l'été 2012, a été primé au Festival international du film de Varsovie la même année. Réalisé par Michał Marczak, il met en avant les projets environnementaux du groupe tout en se focalisant sur des sujets tels que la sexualité, les modes de vie contemporains, la mentalité occidentale, l'ouverture culturelle ainsi qu'une nouvelle perception du monde.